# Consolidated B-24 Liberator
Il Consolidated B-24 Liberator era un bombardiere pesante quadrimotore ad ala medio-alta (adottò un tipo di ala conosciuto come ala Davis, stretta ed allungata, che divenne una sua caratteristica distintiva insieme alla doppia deriva di forma ovale).
Il B-24 venne inizialmente sviluppato e prodotto dall'azienda statunitense Consolidated Aircraft Corporation nella prima parte degli anni quaranta, e durante la guerra, fu costruito su licenza anche da altre aziende come Douglas, Ford e North American.
Il Liberator è stato uno dei bombardieri statunitensi più importanti. Terminò la guerra come l'aereo da guerra statunitense costruito nel maggior numero di esemplari nella storia: più di 18 000 esemplari.
Era, assieme al B-17 Flying Fortress, il bombardiere di punta dell'United States Army Air Force.
Leggermente più capiente e veloce del B-17, il Liberator, però aveva una quota operativa più bassa e questo faceva sì che venisse colpito e abbattuto più di frequente, sia dall'antiaerea che dai caccia, nonostante il suo armamento difensivo, costituito da dieci mitragliatrici Browning M2 da 12,7 mm, lo rendesse una vera e propria fortezza volante.
I suoi comandi, tuttavia, erano pesanti da manovrare ed era impegnativo tenere il quadrimotore in formazione serrata. Inoltre, l'alta ala del tipo Davis risentiva pericolosamente degli atterraggi pesanti e degli ammaraggi, in quanto la fusoliera tendeva a spezzarsi.
La missione più nota dei Liberator fu quella contro i pozzi petroliferi di Ploiești, in Romania, del 1º agosto 1943, che si risolse in un disastro a causa della sequenza sbagliata delle ondate di attacco.

## Storia del progetto
(Affermazioni del feldmaresciallo Erhard Milch durante una riunione con i suoi collaboratori nell'ottobre 1942)
Il progetto del Consolidated B-24 Liberator fu avviato all'inizio del 1939 su richiesta dell'United States Army Air Corps che voleva un bombardiere pesante più moderno e dotato di prestazioni più elevate del B-17. Fu il più diffuso bombardiere pesante alleato e la sua produzione (18.442 esemplari) fu la più elevata in assoluto tra i bombardieri della seconda guerra mondiale e tra i plurimotore in genere, record che detiene tuttora.
Era una macchina eccellente e versatile, ma non troppo amata dagli equipaggi: a differenza del suo predecessore B-17, incredibilmente robusto e in grado di tornare con parti vitali danneggiate gravemente, il B-24 non sopportava danni seri. Paradossalmente questo era dovuto alle sue avanzate caratteristiche strutturali (soprattutto dell'ala, progettata con profili laminari ed elevate caratteristiche aerodinamiche) che si traducevano in una debolezza intrinseca della struttura che, se colpita in punti di forza, poteva cedere completamente.
Il Terzo Reich dovette per la prima volta affrontare queste poderose macchine da guerra nel 1943. Per mesi l'intelligence della Luftwaffe aveva fornito ai piloti notizie su questi quadrimotori, ma contrariamente a quel che si dice, i caccia monoposto Messerschmitt Bf 109 non riuscivano ad abbatterli senza subire gravi perdite. 
I tedeschi arrivarono ad equipaggiare i caccia con piccole cariche (50 kg) e a bombardare gli stormi di bombardieri per riuscire a fermarli.

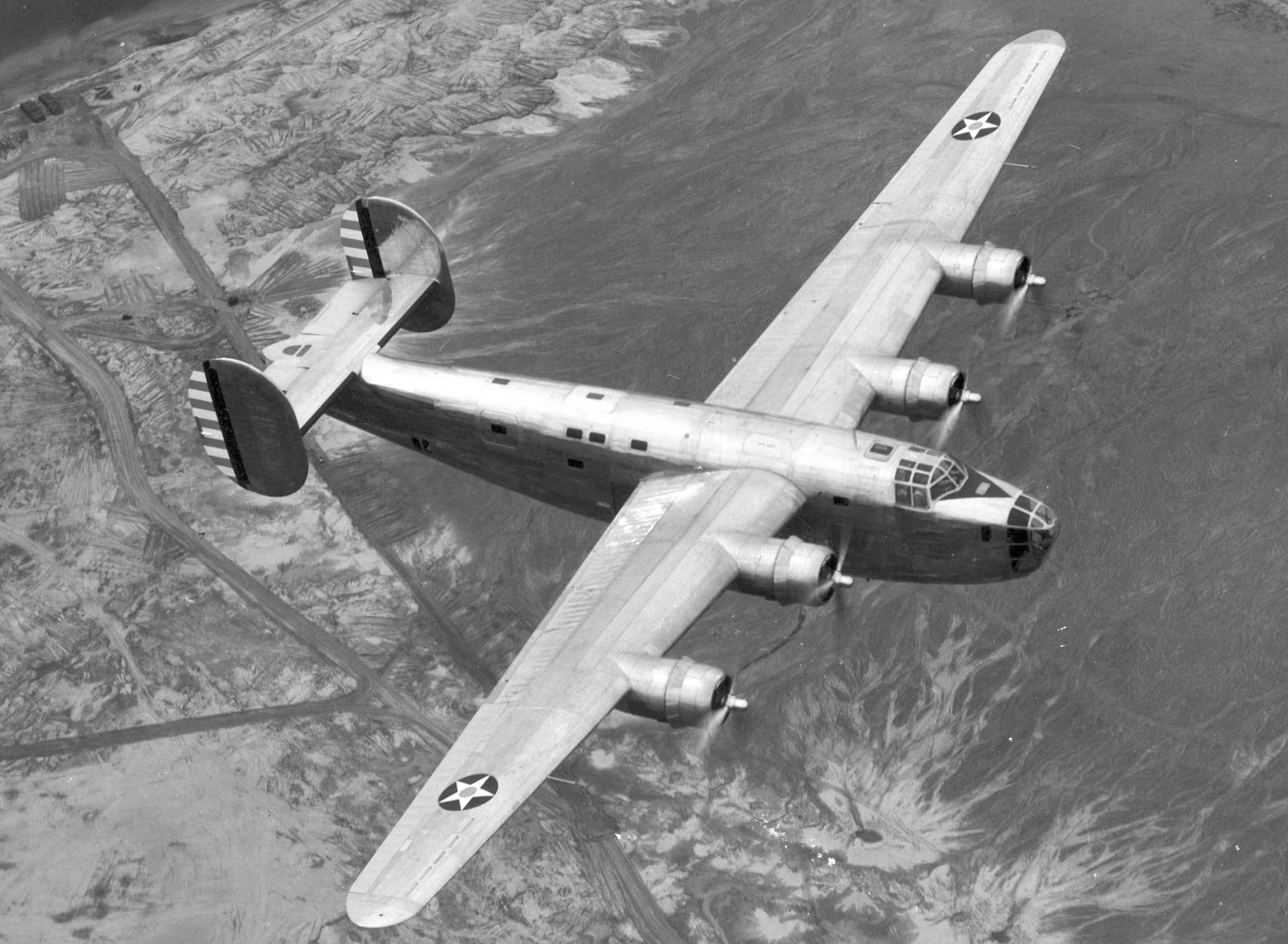
Il prototipo XB-24 in volo

Fu impiegato dalle forze armate statunitensi e da alcune aviazioni alleate durante la guerra praticamente ovunque, dall'Europa al Pacifico.
Il Liberator è spesso confrontato con il contemporaneo Boeing B-17 Flying Fortress, rispetto a cui aveva velocità massima e raggio d'azione superiori, a parità di carico bellico e armamento difensivo. In generale però gli equipaggi e i vertici militari preferivano il Flying Fortress per la maggiore robustezza: il Liberator prendeva fuoco più facilmente a causa dei serbatoi posti nel dorso della fusoliera. Inoltre il Flying Fortress, più facile da pilotare, manteneva più facilmente la formazione combat box impiegata dai gruppi di bombardieri statunitensi a partire dalla fine del 1942 su sollecitazione del generale Curtis LeMay.
Nel 1938 lo United States Army Air Corps (USAAC) chiese alla Consolidated di produrre i Boeing B-17 Flying Fortress come parte del piano di potenziamento della produzione bellica denominato Project A. Il presidente della Consolidated, Reuben Fleet, dopo la visita allo stabilimento Boeing di Seattle propose invece all'USAAC un progetto alternativo alla Flying Fortress.
Nel gennaio del 1939 l'USAAC, con la specifica C-212, chiese formalmente alla Consolidated di progettare un bombardiere quadrimotore con autonomia di 3 000 mi (4 827 km), velocità massima di 300 mph (483 km/h), quota di tangenza di 35 000 ft (10 668 m) e carico bellico di 8 000 lb (3 629 kg).
Il 30 marzo 1939 fu firmato il contratto che prevedeva il completamento del primo prototipo per la fine dell'anno. Il progetto, denominato Model 32 dalla Consolidated , era concettualmente moderno ma tecnicamente semplice.
Rispetto al Flying Fortress il Model 32 aveva una capacità di carico superiore, una fusoliera più corta e un'apertura alare maggiore di 1,80 m ma inferiore del 25% come superficie. Mentre il Flying Fortress usava motori radiali Wright R-1820 Cyclone a nove cilindri, per il Model 32 si pensò ai Pratt & Whitney R-1830 Twin Wasp a doppia stella di sette cilindri l'una con una potenza di 1 200 hp.
Il peso massimo al decollo previsto per il Model 32 era di 32.000 kg; all'epoca era uno degli aerei più pesanti.
Per il Model 32 si decise di usare un'ala molto lunga e sottile e una coda con doppia deriva a disco simile a quella usate sull'idrovolante di linea bimotore Consolidated Model 31.
Il Model 32 fu il primo bombardiere statunitense con carrello triciclo, che permetteva un decollo più corto e facilitava le manovre a terra.
Le prove in galleria del vento e con un Model 31 fornirono una gran quantità di dati sul comportamento in volo della nuova ala ad alto allungamento denominata "Davis".
Il prototipo Consolidated, denominato XB-24, volò per la prima volta il 29 dicembre 1939 dal Lindbergh Field di San Diego ai comandi del collaudatore della Consolidated William Wheatley.

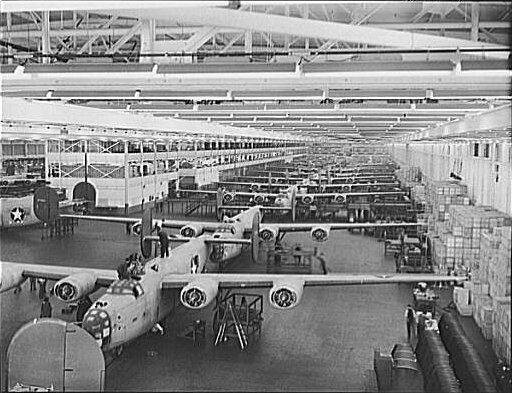
La catena di montaggio dei B-24 nel gigantesco stabilimento della Ford di Willow Run

I primi collaudi mostrarono subito la netta superiorità dell'XB-24 sul B-17 come velocità e raggio d'azione.
Prima ancora del primo volo dell'XB-24 erano arrivati i primi ordini: un primo ordine dell'agosto del 1939 dall'USAAC per trentasei aerei e uno di 120 per l'Armée de l'Air e un altro di 164 per la RAF, già in guerra contro la Germania.
Nel 1940 furono costruiti sette YB-24 e iniziarono i preparativi per la produzione di serie.
I primi B-24 prodotti andarono alla RAF, compresi quelli ordinati dall'Armée de l'Air, poiché ormai la Francia era occupata. La RAF scelse il nome Liberator in riferimento al fatto che sarebbe stato usato per liberare l'Europa. L'USAAC decise di usare lo stesso nome.
In seguito la Consolidated costruì in numero limitato la versione B-24C, con motori turbocompressi invece che sovralimentati, distinguibili dalle gondole di forma ovale schiacciata tipiche di tutte le versioni successive del Liberator.
La prima versione prodotta in grande numero fu il B-24D, denominato Liberator III nella RAF, con maggiore capacità di carburante, un armamento difensivo di dieci mitragliatrici e un peso massimo al decollo di 27.000 kg, confrontabile coi britannici Short Stirling, Handley-Page Halifax ed Avro Lancaster.
Per aumentare la produzione dei Liberator la Consolidated triplicò le dimensioni del proprio stabilimento di San Diego in California e ne costruì un altro a Fort Worth in Texas.
I B-24 furono costruiti anche dalla Douglas a Tulsa in Oklahoma, dalla North American a Dallas in Texas e dalla Ford a Willow Run presso Detroit, in uno stabilimento di 330.000 metri quadrati costruito appositamente e che raggiunse una produzione di 428 Liberator al mese.
I diversi stabilimenti erano identificati con un codice:
- Consolidated/San Diego, CO;
- Consolidated/Fort Worth, CF;
- Ford/Willow Run, FO;
- North American/Dallas, NT;
- Douglas/Tulsa, DT.

Nel 1943 entrò in servizio la versione B-24H con fusoliera allungata di 25 cm, autopilota, sistemi di puntamento e trasferimento del carburante migliorati e una torretta sul muso per migliorare la difesa da attacchi frontali dei caccia nemici.
I B-24H vennero prodotti dalla Consolidated, dalla Douglas e dalla Ford mentre la North American produsse i B-24G, una versione leggermente diversa. Tutte, nell'agosto del 1943, passarono a produrre la nuova versione B-24J leggermente diversa.
Le versioni successive B-24L e B-24M erano più leggere e con diverso armamento difensivo.
Durante la guerra la varietà di versioni del Liberator e le differenze tra aerei della stessa versione prodotti da ditte diverse causarono sempre più problemi di supporto logistico, soprattutto per la gestione delle parti di ricambio.
Nell'estate del 1944 North American, Douglas e lo stabilimento della Consolidated di Fort Worth smisero di produrre i Liberator, ma la produzione continuò negli stabilimenti della Consolidated di San Diego e della Ford a Willow Run, e questo ridusse i problemi logistici.
Vennero prodotti complessivamente 18.482 B-24 fino al settembre del 1945.
Circa 12.000 Liberator entrarono in servizio nell'United States Army Air Forces (USAAF), l'United States Navy (US Navy) ricevette circa mille PB4Y-1 e 739 PBAY-2 Privateer, la RAF ricevette circa 2.100 B-24, che vennero impiegati da 46 Bomber Group e 41 Squadron, la Royal Canadian Air Force (RCAF) circa 1.200 B-24J, la Royal Australian Air Force (RAAF) 287 tra B-24J, B-24L e B-24M e la South African Air Force (SAAF) impiegò due squadroni di B-24 nel Mediterraneo.

## Tecnica

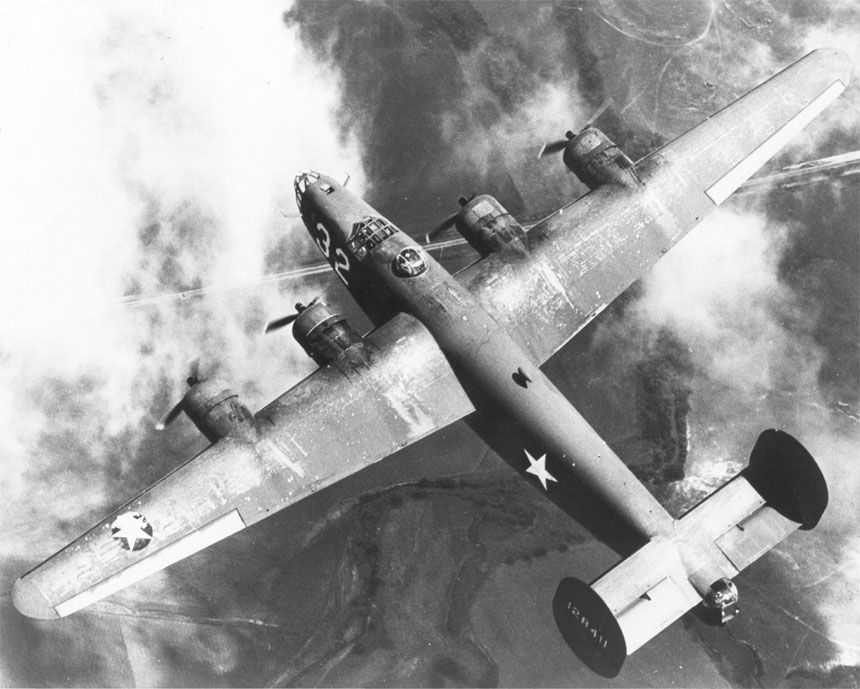
Vista dall'alto del B-24

Il Liberator era un bombardiere pesante quadrimotore ad ala alta e impennaggio di coda a doppia deriva a disco.
L'intera ala era utilizzata come serbatoio di carburante.
Al centro della fusoliera, il Liberator aveva una stiva per bombe dalla capacità di 3.630 kg: la baia di lancio era divisa in due parti, anteriore e posteriore, ulteriormente divise da un passaggio interno che era parte della struttura portante di fusoliera.
La stiva bombe aveva dei portelli scorrevoli che aprendosi rientravano in fusoliera limitando la resistenza aerodinamica e permettendo quindi una maggiore velocità durante il passaggio sopra l'obiettivo.
Il carico bellico poteva essere costituito da 4 bombe da 907 kg, 8 bombe da 454 kg, 12 bombe da 227 kg o 20 bombe da 45,4 kg.
I motori erano dei Pratt & Whitney R-1830 Twin Wasp a doppia stella di sette cilindri l'una con una potenza di 1.200 hp.
Il carrello era triciclo con carrelli principali a ruota singola rientranti nelle ali e carrello anteriore a ruota singola rientrante nel muso.
L'accesso per l'equipaggio era nella parte posteriore dell'aereo; per arrivare alla cabina di pilotaggio il passaggio interno era molto stretto per persone con i paracadute, il che comprometteva la possibilità di salvarsi nel caso fosse stato necessario lanciarsi poiché era anche l'unica via di fuga. Per questo motivo il Liberator fu a volte soprannominato The Flying Coffin (la bara volante). Nonostante questo, a fine guerra le statistiche dimostrarono che in proporzione alle missioni eseguite c'erano state maggiori perdite tra gli equipaggi dei B-17 che dei B-24.
Una misura dell'attività bellica svolta dai B-24 è data dalle statistiche relative al suo impiego nel Pacifico: in tre anni, i bombardieri Consolidated sganciarono 635 000 tonnellate di bombe, mentre gli equipaggi dichiararono l'abbattimento di 4.189 aerei giapponesi.

## Versioni
Il Liberator, realizzato in numerose versioni e varianti derivate, venne utilizzato dalle forze aeree di diverse nazioni.

### USAAF

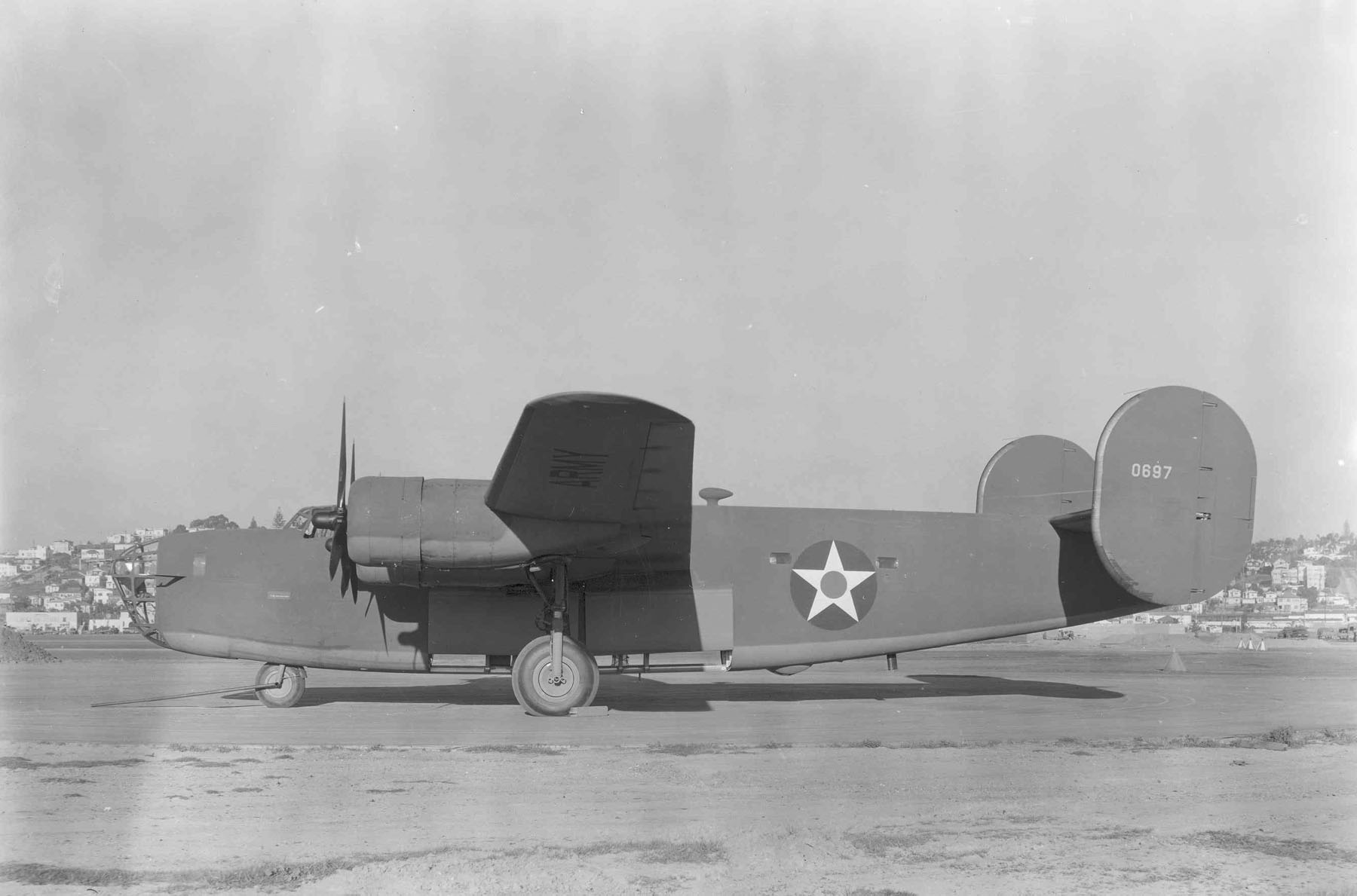
L'YB-24, la versione di preserie

- XB-24 (Consolidated Model 32)
 Si tratta del prototipo, progettato nel 1938 ed ordinato nel marzo del 1939. Il 29 dicembre dello stesso anno, l'aereo, con matricola militare 39-556, effettuò il primo volo. L'aereo aveva motori radiali Pratt & Whitney R-1830-33 da 1.000 hp, l'ala Davis ad alto allungamento, deriva sdoppiata a disco e carrello triciclo. Il peso massimo al decollo era di 17.370 kg. Fu impiegato in voli di collaudo dalla Consolidated e dall'USAAC fino al 9 giugno 1940, ed accettato dall'USAAC il 13 agosto dello stesso anno. [1]
- YB-24 (LB-30A).
 Versione di preserie per collaudi ordinata il 27 aprile 1939, prima che il progetto dell'XB-24 fosse completo. Piuttosto simile all'XB-24, presentava tuttavia alcune differenze, come l'eliminazione degli slat sui bordi d'attacco alari e l'introduzione di sistemi antighiaccio costituiti da guaine gonfiabili in gomma. Vennero costruiti sette aerei di questa versione, di cui sei ceduti poi alla Royal Air Force che li denominò LB-30A.
- B-24.
Settimo YB-24 (matricola militare 40-702), fu l'unico esemplare consegnato all'USAAC nel maggio del 1941 e utilizzato per collaudi.
- B-24A (LB-30B).
Si tratta della prima versione di serie da bombardamento, ordinata prima ancora del primo volo dell'XB-24, a causa dell'urgente necessità di disporre di bombardieri pesanti. In generale, presentava alcuni miglioramenti aerodinamici che permettevano migliori prestazioni, motori R1830-33C4-6, una velocità massima di 450 km/h e una quota di tangenza di 8.230 m. L'armamento era costituito da sei mitragliatrici M2 da 12,7 mm, una nel muso, una nella postazione ventrale, una in ogni postazione laterale e due in coda. Il Liberator era il primo aereo statunitense con armamento difensivo in coda. Vennero costruiti ventotto aerei di questa versione, di cui venti ceduti alla RAF che li denominò LB-30B.
- XB-24B.
Versione realizzata in seguito all'incapacità dell'XB-24 di raggiungere la velocità massima richiesta. Per tale ragione, vennero montati motori turbocompressi Pratt & Whitney R-1830-41 da 1.200 hp, riconoscibili dalle gondole ellittiche. Inoltre, venne sostituita l'ala (interamente usata come serbatoio) con una con serbatoi autosigillanti e introdotto un nuovo piano di coda più largo di sessanta centimetri. Il peso massimo al decollo era di 18.594 kg. Il primo volo dopo le modifiche avvenne il 1º febbraio 1941. I nuovi motori consentivano una velocità massima superiore di 59 km/h, con un generale miglioramento delle prestazioni in alta quota. In seguito, i motori vennero sostituiti con i più affidabili Pratt & Whitney R-1830-43 da 1.200 hp. L'aereo venne poi rinominato XB-24B e risiglato 39-680.
- B-24C.
Nuova versione da bombardamento, simile al B-24A ma coi nuovi motori Pratt & Whitney R-1830-41 da 1.200 hp. L'armamento difensivo era costituito da una nuova torretta caudale Emerson A-6 con una coppia di mitragliatrici Browning M2 da 12,7mm ed una torretta dorsale Martin A-3 con due mitragliatrici dietro alla cabina oltre alle mitragliatrici singole nel muso e nelle postazioni ventrale e laterali. Nove B-24A vennero convertiti in B-24C, l'ultimo venne consegnato nel febbraio del 1942. Vennero impiegati solo per collaudi ed addestramento.
- B-24D.
Prima versione da bombardamento prodotta in grande serie dal gennaio del 1942. Simile al B-24C, ma con motori sovralimentati Pratt & Whitney R-1830-43 da 1.200 hp con eliche Hamilton-Standard da 3.53m. A partire dal 77º esemplare (matricola militare 41-11587) la postazione ventrale venne sostituita da una torretta Bendix con due mitragliatrici M2 comandata a distanza da un mitragliere che vedeva attraverso un periscopio. Questo provocava spesso problemi di disorientamento per cui dopo 287 aerei prodotti si tornò alla postazione ventrale che dal 42-41164 venne sostituita da una torretta sferica Sperry con due mitragliatrici M2 simile a quella dorsale retrattile in fusoliera per ridurre la resistenza aerodinamica ed il rischio d'urto con il terreno in atterraggio. I B-24D prodotti dalla Consolidated di Fort Worth erano tutti senza torretta ventrale. Gli ultimi B-24D prodotti avevano una mitragliatrice su ogni lato del muso oltre a quella al centro. Vennero costruiti complessivamente 2.696 B-24D, 2381 dalla Consolidated di San Diego, 305 dalla Consolidated di Fort Worth e dieci dalla Douglas di Tulsa. Per migliorare la difesa dagli attacchi frontali dei caccia nemici alcuni B-24D già in servizio vennero modificati al centro di manutenzione dell'USAAF nelle Hawaii con una torretta caudale A-6 posta nel muso, in seguito una modifica simile ma migliorata con spostamento della postazione del bombardiere venne eseguita su altri B-24D al centro di manutenzione di Oklahoma City.

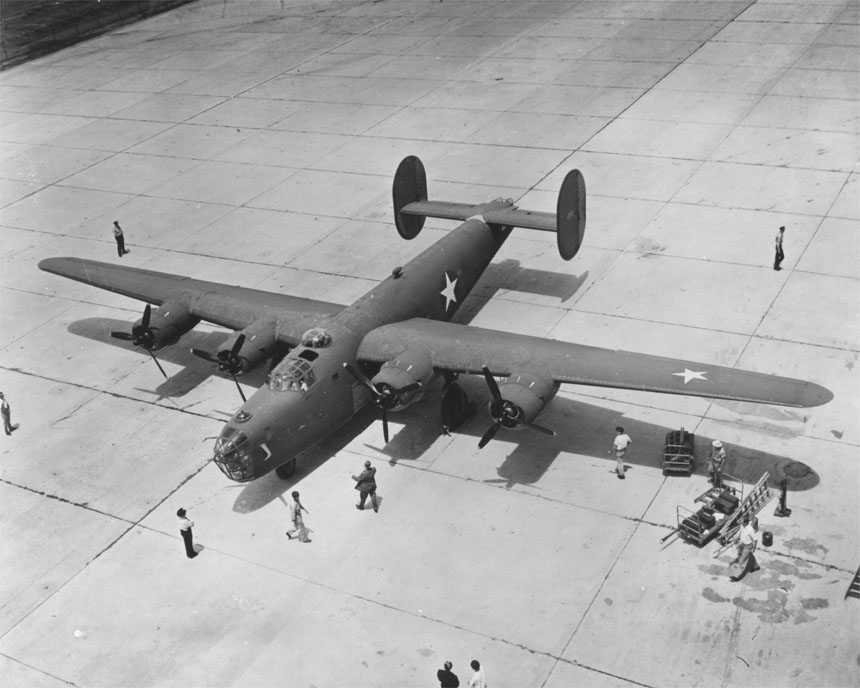
Un B-24E costruito dalla Douglas aircraft nello stabilimento di Tulsa, Oklahoma.

- B-24E.
Versione da bombardamento simile al B-24D prodotta dalla Ford a Willow Run. A differenza del B-24D aveva la postazione ventrale con una mitragliatrice delle versioni precedenti e motori Pratt & Whitney R-1830-65. Come i B-24D più recenti aveva le tre mitragliatrici M2 nel muso. L'USAAF impiegò i B-24E prevalentemente in missioni d'addestramento poiché era tecnicamente meno moderno dei B-24D. Vennero costruiti 801 aerei di questa versione.
- XB-24F.
Denominazione riferita alla conversione effettuata su un singolo B-24D, per collaudate un nuovo sistema antighiaccio con riscaldatori al posto delle guaine gonfiabili in gomma.
- B-24G. Versione da bombardamento simile al B-24D prodotta dalla North American a Dallas dal marzo del 1943. Aveva la torretta ventrale Sperry e tre mitragliatrici Browning M2 da 12,7mm nel muso. Vennero costruiti venticinque aerei di questa versione.
- B-24G-1.
Versione da bombardamento prodotta dalla North American a Dallas simile al B-24H, si distingueva dal B-24G per una torretta frontale Emerson A-6 al posto delle mitragliatrici brandeggiabili nel muso. Vennero costruiti 405 aerei di questa versione, il primo venne consegnato il 3 novembre 1943. Nessun B-24G-1 venne assegnato all'8th Air Force, la maggior parte vennero impiegati nel Mar Mediterraneo.
- B-24H.
A causa della vulnerabilità agli attacchi frontali dimostrata in combattimento, la Ford progettò una nuova versione del Liberator dotata di una torretta frontale con due mitragliatrici Browning M2 da 12,7mm, generalmente una versione modificata della torretta caudale Emerson A-15. Per installare la nuova torretta furono necessarie molte modifiche alla struttura della fusoliera anteriore incluse la riprogettazione della postazione del bombardiere e dei portelli del carrello anteriore. Venne inoltre modificata la torretta caudale A-6B con finestrini più grandi per migliorare la visibilità, venne sostituita la torretta dorsale A-3C con un'A-3D di altezza aumentata e spostate le postazioni dei mitraglieri laterali di fusoliera per evitare interferenze in combattimento. Vennero costruiti 3.100 aerei di questa versione, il primo venne consegnato nell'agosto del 1943.
- B-24J.
Versione da bombardamento molto simile al B-24H ma scon una torretta caudale A-6 posta nel muso, a causa della carenza di torrette Emerson A-15. Il B-24J aveva un nuovo autopilota C-1 ed un sistema di puntamento per lo sgancio delle bombe M-1. I B-24H costruiti o aggiornati con autopilota C-1 ed un sistema di puntamento M-1 vennero denominati B-24J. I B-24J vennero prodotti dalla Consolidateded a San Diego e Fort Worth, dal settembre del 1943 dalla Ford a Willow Run, dall'aprile del 1944 dalla North American a Dallas e dal maggio del 1944 dalla Douglas a Tulsa. Pur essendo indicati come la stessa versione, a seconda del produttore e della disponibilità dei diversi tipi di torrette i B-24J vennero prodotti con torretta frontale Consolidated A-6 o Emerson A-15, alcuni con torretta dorsale A-3C ed altri con A-3D, ed alcuni con torretta Caudale M-6A. Vennero costruiti 6.678 aerei di questa versione, il primo venne consegnato nell'agosto del 1943.
- XB-24K.
Denominazione utilizzata per la conversione effettuata dalla Ford su un B-24D, per collaudare una nuova deriva simile a quella del B-23 Dragon. L'aereo era più stabile e facile da pilotare delle versioni precedenti a doppia deriva, ma adottare la modifica per la produzione di serie avrebbe richiesto tempi e costi eccessivi. Dall'XB-24K derivò il progetto del PB4Y-2 per l'US Navy.
- B-24L.
Versione da bombardamento alleggerita con la torretta ventrale Sperry sostituita da una postazione con una coppia di mitragliatrici Browning M2 da 12,7mm brandeggiabili e la torretta caudale A-6B sostituita da una M-6A più leggera di circa 90 kg. Il B-24L aveva una finestra su ogni lato del muso per dare più visibilità al navigatore. Su ordine dell'USAAF del 10 luglio 1944 i B-24L delle ultime serie di produzione venivano consegnati ai reparti senza armamento caudale, alla base venivano installati una torretta A-6B (190 aerei), una M-6A (41 aerei) o una coppia di mitragliatrici M2 da 12,7mm brandeggiabili (186 aerei). Vennero costruiti 1.667 aerei di questa versione, 417 dalla Consolidateded a San Diego e 1.250 dalla Ford a Willow Run.
- B-24M.
Versione da bombardamento ulteriormente alleggerita con la torretta caudale A-6B di una nuova versione alleggerita e postazioni laterali aperte senza portelloni. Aveva un nuovo parabrezza per migliorare la visibilità ed una finestra su ogni lato del muso per dare più visibilità al navigatore. Questa fu l'ultima versione di serie del Liberator, gli ultimi prodotti volarono direttamente dalla fabbrica ai centri di demolizione. Vennero costruiti 2.593 aerei di questa versione dal dicembre del 1944 al giugno del 1945, 916 dalla Consolidated a San Diego e 1.677 dalla Ford a Willow Run.

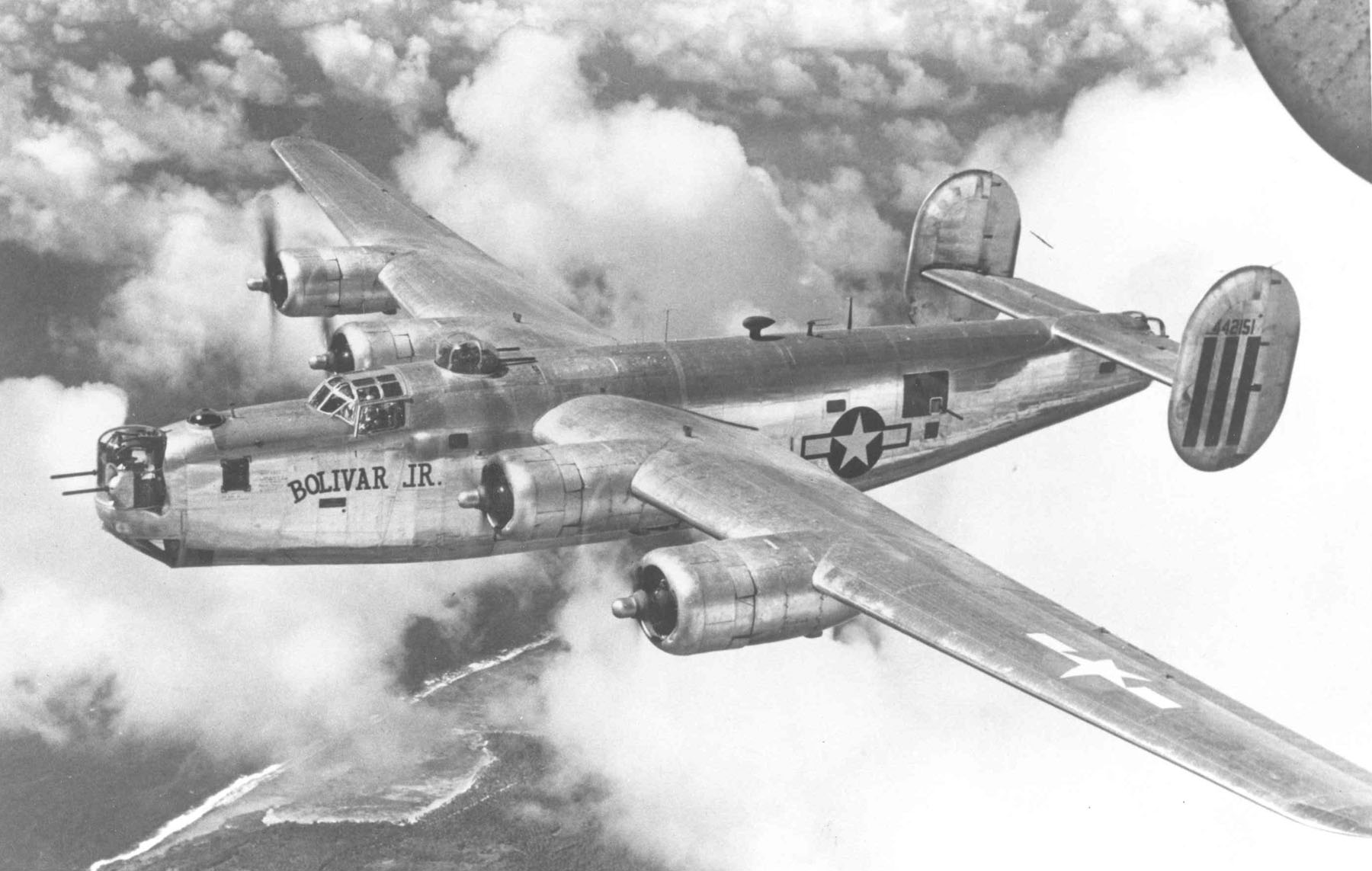
B-24M.

- XB-24N.
Prototipo di una nuova versione da bombardamento derivata dal B-24J con deriva singola e nuove torrette frontale e caudale. Vennero ordinati 5.168 B-24N ma l'ordine venne cancellato il 31 maggio 1945 perché non erano più necessari per la fine della guerra. Venne prodotto un solo XB-24N.
- YB-24N.
Sette aerei di preserie per la prevista versione B-24N.
- XB-24P.
Un B-24D convertito dalla Sperry Gyroscope Company in prototipo per collaudare un nuovo sistema di controllo del tiro.
- XB-24Q'.
 Un B-24L convertito dalla General Electric in prototipo per collaudare una nuova torretta caudale a controllo radar.
- XB-41.
Versione bombardiere di scorta progettato per scortare i bombardieri in mancanza di caccia con autonomia adeguata. Il prototipo XB-41, convertito da un B-24D, venne completato nel 1942. L'XB-41 aveva quattordici mitragliatrici M2 da 12,7mm, per l'aggiunta di una torretta frontale Bendix ed una seconda torretta dorsale Martin circa a metà della fusoliera. I collaudi iniziati nel 1942 e conclusi l'anno successivo diedero risultati nettamente negativi. L'XB-41 a causa del peso era più lento dei Liberator scarichi per cui non sarebbe stato in grado di scortarli nel viaggio di ritorno se non rallentando la formazione rendendola più vulnerabile. Come conseguenza il progetto venne cancellato.
- TB-24 (AT-22).
Versione da addestramento del C-87 usata per l'addestramento dei flight engineer.
- RB-24L
Versione da addestramento derivata dal B-24L sviluppata per l'addestramento dei mitraglieri dei Boeing B-29 Superfortress con un sistema di controllo a distanza delle torrette identico.
- TB-24L
 Simile all'RB-24L ma fornito di radar.
- C-87 Liberator Express.
Versione da trasporto per venti passeggeri.
- C-87A.
Versione da trasporto VIP con motori Pratt & Whitney R-1830-45 e posti per sedici passeggeri.
- C-87B.
Versione da trasporto armata con torrette dorsale e ventrale e mitragliatrici nel muso progettata ma non prodotta.
- C-87C.
Denominazione data dall'USAAF all'RY-3.
- C-109.
Versione aereo cisterna per trasporto carburante.
- XF-7'.
Prototipo della versione da ricognizione fotografica F-7 ricavato dalla conversione del B-24D 41-11653 con undici apparecchiature fotografiche tra muso, stiva bombe e fusoliera posteriore.
- F-7A.
Versione da ricognizione fotografica derivata dal B-24J di cui manteneva anche l'intero armamento difensivo, aveva tre apparecchiature fotografiche nel muso e tre nella stiva bombe. Vennero costruiti 182 aerei di questa versione.
- F-7B.
Versione da ricognizione fotografica derivata dal B-24J di cui manteneva anche l'intero armamento difensivo, aveva sei apparecchiature fotografiche nella stiva bombe. Vennero costruiti trentadue aerei di questa versione.

### U.S. Navy
- PB4Y-1.
B-24D per l'US Navy con torretta frontale sferica ERCO. Vennero costruiti 977 aerei di questa versione a San Diego. Altri Liberator delle versioni B-24G, J, L ed M ricevuti in seguito dall'US Navy vennero indicati con la stessa sigla.
- PB4Y-1P.
Versione da ricognizione fotografica derivata dal PB4Y-1.
- PB4Y-2 Privateer.
Versione da pattugliamento marittimo per l'Us Navy.
- RY-1.
Denominazione dell'US Navy per il C-87A.
- RY-2.
Denominazione dell'US Navy per il C-87.
- RY-3.
Versione da trasporto derivata dal PB4Y-2 Privateer.

### Royal Air Force

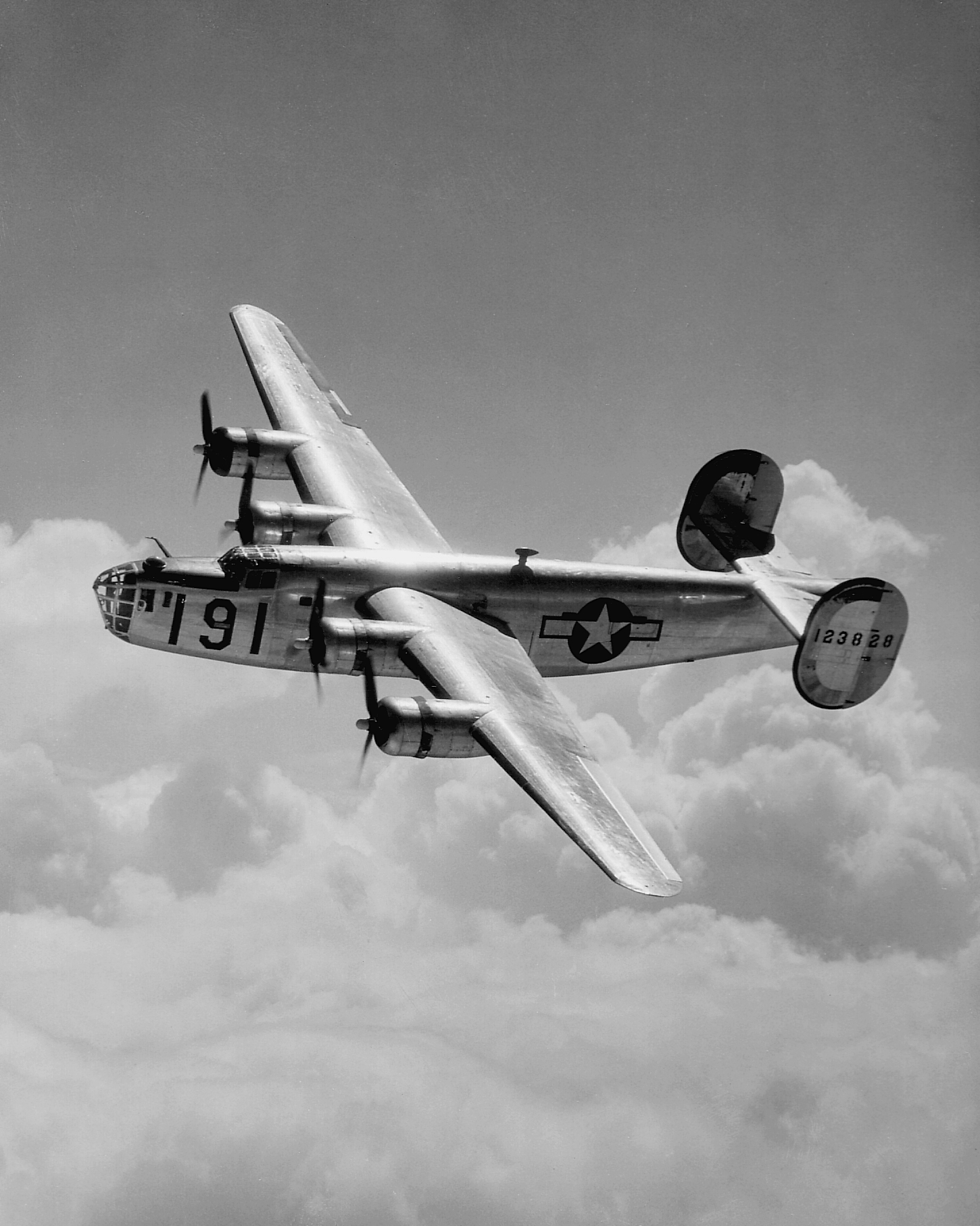
Maxwell B-24 utilizzato per addestramento al pilotaggio.

- LB-30A.
YB-24A ceduti alla RAF, avevano motori Pratt & Whitney R-1830-33-C4-G da 1.200 hp, una velocità massima di 450 km/h ed una quota massima operativa di 8.230 m. Erano armati con sei mitragliatrici da 7,69 mm, una nel muso, una nella postazione ventrale, una in ogni postazione laterale e due in coda. La postazione in coda poteva essere chiusa da una coppia di portelli scorrevoli.
- Liberator B Mk I.
Venti B-24A usati dal Coastal Command siglati AM910-929. Vennero consegnati nell'estate del 1941 a Montreal ed erano armati come gli LB-30A. Alcuni vennero assegnati al 120th squadron del Coastal Command e modificati con radar ASV (Anti surface Vessel) MkII e quattro cannoni da 20mm sotto la fusoliera anteriore per missioni antisommergibile.
- Liberator B Mk II.
Prima versione da bombardamento per la RAF con muso allungato di circa novanta centimetri, fusoliera posteriore più profonda, piano di coda più largo e nuove eliche Curtiss Electric. Era abbastanza simile al B-24C ma con armamento difensivo ed altri equipaggiamenti di produzione britannica. L'armamento difensivo era costituito da una torretta dorsale a circa metà fusoliera ed una caudale Boulton-Paul con quattro mitragliatrici da 7,69mm, una coppia nella postazione ventrale e mitragliatrici singole nel muso e nelle postazioni laterali. Il primo Liberator B Mk II (AL503) cadde durante il volo d'accettazione il 2 giugno 1941, nell'incidente morirono tutti gli uomini d'equipaggio compreso il collaudatore della Consolidated William Wheatley. L'inchiesta durò due mesi e stabilì che la causa era stata un bullone troppo lento che aveva bloccato l'elevatore. Le consegne iniziarono quindi solo nell'agosto del 1941, con due mesi di ritardo sul previsto. Vennero costruiti 165 aerei di questa versione. Dopo l'attacco a Pearl Harbor l'USAAF ricevette 79 Liberator B Mk II originariamente destinati alla RAF con armamento difensivo modificato con una coppia di mitragliatrici brandeggiabili M2 in coda ed una torretta dorsale A-3 con due mitragliatrici M2 più mitragliatrici singole nel muso e nelle postazioni laterali e ventrale. Sei andarono persi per incidenti nelle prime sei settimane, ventitré vennero poi ceduti alla RAF e 46 rimasero all'USAAF. Alcuni Liberator B Mk II vennero poi convertiti in aerei da trasporto disarmati e denominati LB-30 dall'USAAF.
- Liberator B Mk III.
Versione da bombardamento per la RAF derivata dal B-24D con una mitragliatrice da 7,69mm nel muso, due in ogni postazione laterale e quattro in una torretta caudale Boulton Paul simile a quella del Lancaster ed altri equipaggiamenti di produzione britannica. Aveva anche la torretta dorsale Martincon due mitragliatrici M2 da 12,7mm. Vennero costruiti 156 aerei di questa versione. Alcuni vennero modificati dal Coastal Command per missioni antisommergibile con un faro Leigh da cinque milioni di candele sotto l'ala destra ed armati con otto razzi non guidati montati su apposite strutture ai lati della fusoliera inferiore.
- Liberator B Mk IIIA.
Denominazione RAF dei B-24D ricevuti dagli USA. Undici aerei forniti nel 1942 direttamente al Coastal Command.
- Liberator B Mk IV.
Denominazione prevista dalla RAF per dei B-24E, ma non risulta ne siano mai stati ricevuti dagli USA.
- Liberator B Mk V.
Versione da bombardamento per la RAF derivata dal B-24D con serbatoi di carburante di maggiore capacità e minore blindatura per compensare l'aumento del peso. L'armamento difensivo era lo stesso del Liberator B Mk III.
- Liberator B Mk VI.
Denominazione RAF dei B-24H ricevuti dagli USA. Avevano torretta caudale Boulton Paul con quattro mitragliatrici da 7,69mm.
- Liberator B Mk VIII.
Denominazione RAF dei B-24J ricevuti dagli USA.
- Liberator GR Mk V.
B-24D modificati dal Coastal Command per missioni antisommergibile con radar di ricerca sotto al muso e un faro Leigh da cinque milioni di candele sotto l'ala destra, alcuni erano armati con otto razzi non guidati montati su apposite strutture ai lati della fusoliera inferiore. Diciannove aerei forniti alla RCAF.
- Liberator GR Mk VI.
B-24G, H e J usati dal Coastal Command per ricognizione a lungo raggio.
- Liberator GR Mk VIII.
B-24J modificati dal Coastal Command per missioni antisommergibile.
- Liberator C Mk VI.
Liberator B Mk VIII convertiti in aerei da trasporto.
- Liberator C Mk VII.
Denominazione RAF dei C-87.
- Liberator C Mk VIII.
Liberator G Mk VIII convertiti in aerei da trasporto.
- Liberator C Mk IX.
Denominazione RAF dei RY-3/C-87C.

## Utilizzatori
Australia
- Royal Australian Air Force -

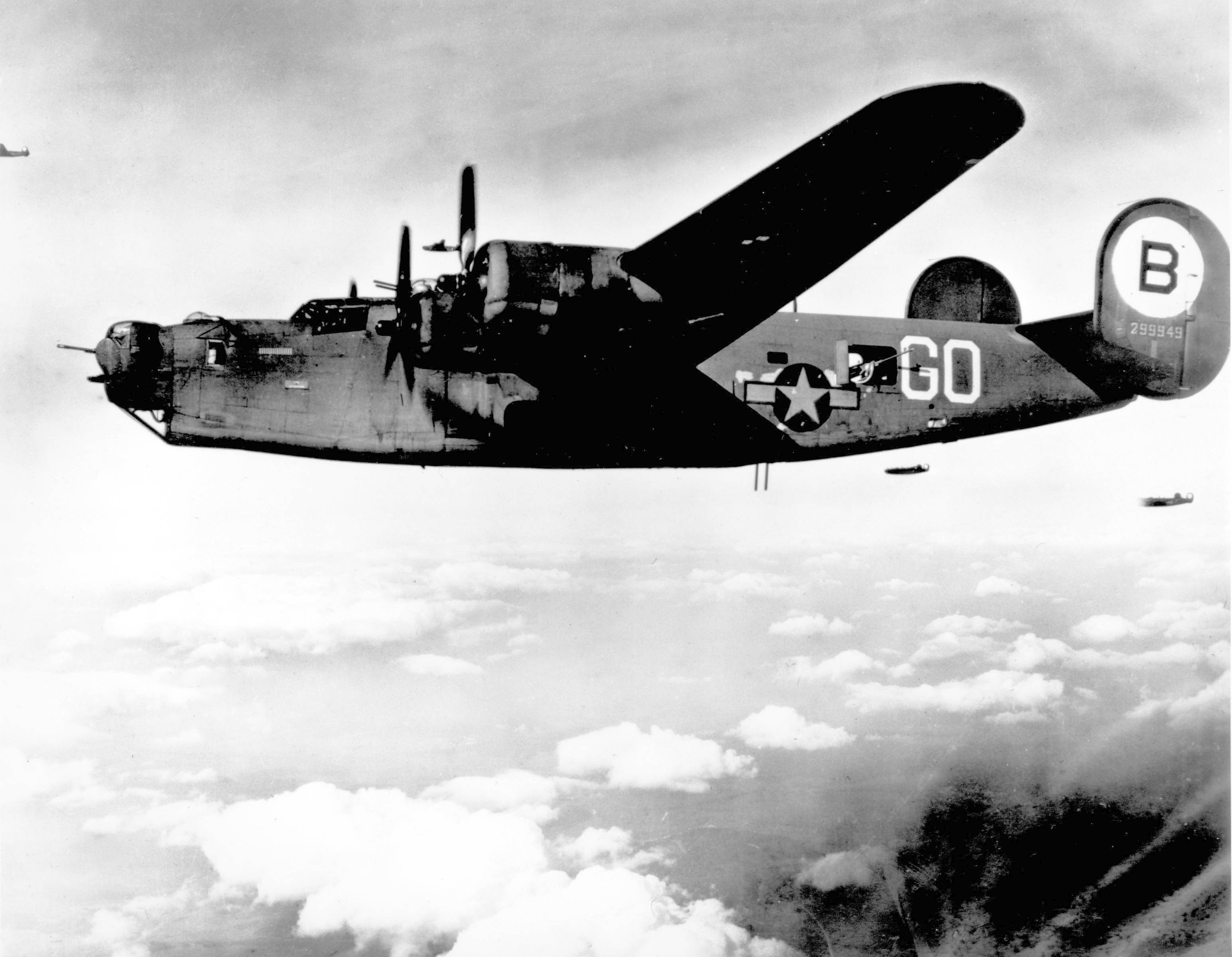
B-24J.

  - 12th, 21st, 23rd, 24th, 25th, 99th e 102nd squadron
  - 7th Operational Training Unit
  - 200th flight (dipendente dall'Allied intelligence bureau)
  - 201st flight
  - 1st Communication Unit (trasporto VIP)
  - Governor-General Flight (trasporto VIP)

 Brasile
 Canada
 Cina
 Cecoslovacchia
I Liberator vennero impiegati dai 311th e 313th squadron della RAF costituiti da piloti cecoslovacchi fuggiti nel Regno Unito.
 Germania
- Luftwaffe - alcuni B-24 catturati impiegati per addestrare i piloti nelle tattiche di attacco ai bombardieri pesanti. Altri B-24 catturati vennero impiegati dal KG 200 per missioni clandestine.

 India
 Nuova Zelanda
 Paesi Bassi
 Polonia
I Liberator vennero impiegati dai 301st squadron della RAF costituito da piloti polacchi fuggiti nel Regno Unito.
 Portogallo
Sei Liberator atterrati per vari motivi in Portogallo e internati durante la guerra vennero utilizzati dalla Força Aérea Portuguesa.
 Regno Unito

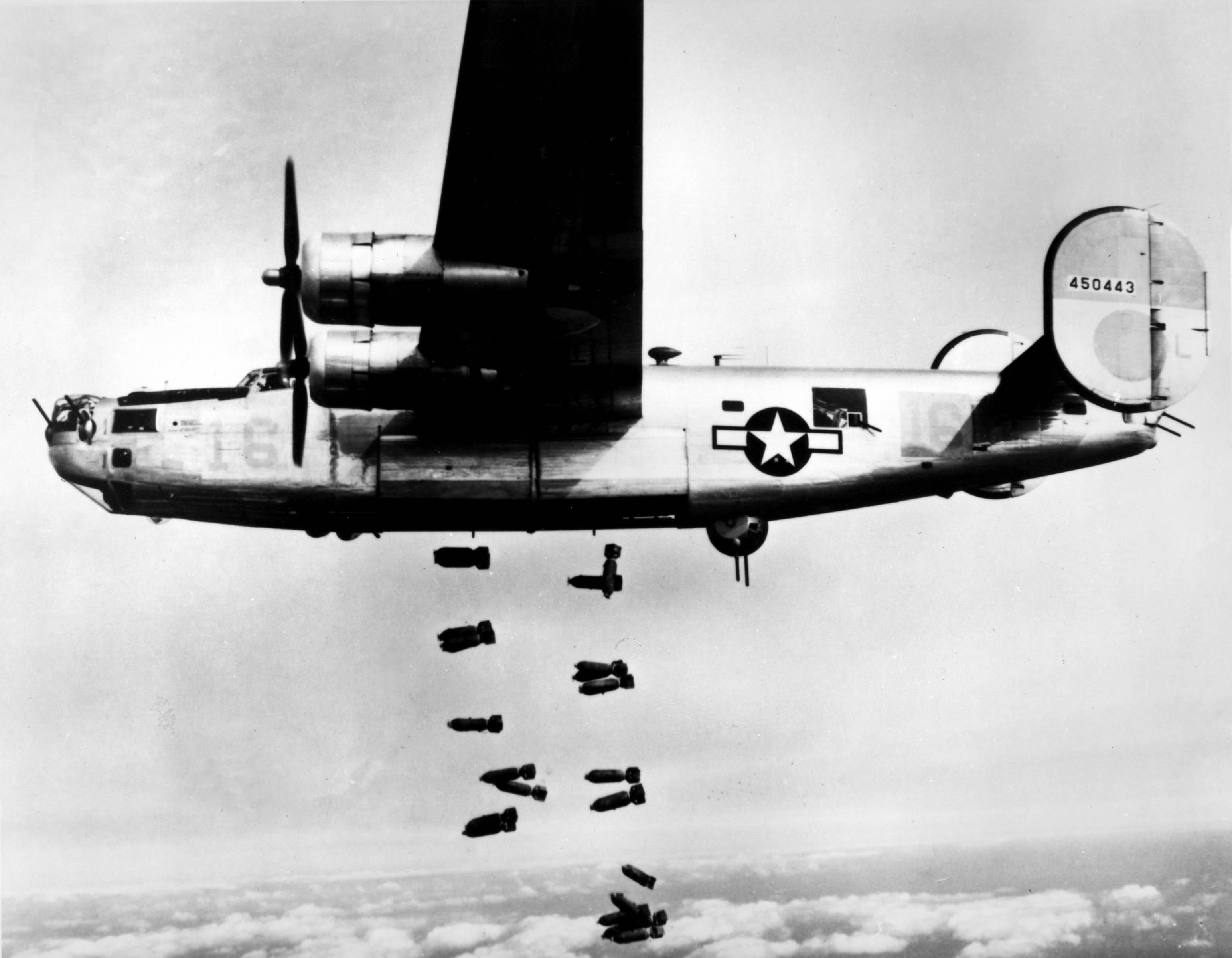
B-24 Liberator che bombarda la ferrovia di Mühldorf am Inn Germania il 19 marzo 1945

I primi sei LB-30A (AM258-263) vennero consegnati nel dicembre del 1940 a Montreal.
Per l'armamento difensivo limitato e l'assenza di serbatoi autosigillanti vennero considerati inadatti al combattimento, disarmati ed impiegati dalla British Overseas Airways Corporation (BOAC) per trasporto sulla rotta del nord Atlantico e per i collegamenti tra il Regno Unito e l'Egitto passando sopra l'Atlantico per aggirare l'Europa occupata e la Spagna, neutrale ma filotedesca.
La prima missione nel marzo del 1941 fu di trasporto per riportare negli USA i piloti statunitensi che avevano portato i Liberator nel Regno Unito.
I Liberator vennero impiegati dalla RAF come aerei da trasporto anche per l'evacuazione di Giava.
I primi Liberator B Mk I vennero impiegati dal RAF Coastal Command per pattugliamenti antisommergibile sull'Atlantico.
In seguito, sempre nel 1941, entrarono in servizio nella RAF i primi Liberator II, dotati di serbatoi autosigillanti, torrette motorizzate e fusoliera anteriore allungata per aumentare lo spazio per l'equipaggio.
I Liberator II vennero assegnati al Coastal Command ed al Bomber Command.
Un Liberator II modificato venne utilizzato come trasporto VIP da Winston Churchill.
Due squadroni di Liberator II vennero trasferiti in medio oriente all'inizio del 1942 ed impiegati per la prima volta come bombardieri.
Il Bomber command della RAF non utilizzò i Liberator come bombardieri sull'Europa, ma il 223rd Squadron del 100th Bomber Support Group equipaggiato con venti Liberator modificati con sistemi di guerra elettronica venne impiegato per disturbare i radar nemici.
Per il loro raggio d'azione i Liberator vennero impiegati anche per pattugliamento marittimo antinave e antisommergibile, ricognizione, trasporto persone, materiali e carburante.
Dall'inizio della guerra per il Regno Unito erano vitali i rifornimenti inviati dagli USA via mare attraverso l'Atlantico.
I sommergibili tedeschi (U-Boot) attaccavano questi convogli e avevano il considerevole vantaggio che la parte centrale dell'oceano era al di fuori del raggio d'azione degli aerei alleati basati in Europa e America del nord, in quella vasta zona, definita dagli alleati Mid-Atlantic gap, l'unica difesa per i convogli erano le navi di scorta, ma non erano possibili azioni efficaci per contrattaccare cercando e distruggendo gli U-Boot in navigazione.
Nel 1941 nel 120th Squadron del Coastal Command entrarono in servizio alcuni Liberator modificati con la rimozione di parte delle mitragliatrici e della blindatura, serbatoi supplementari nella stiva bombe, radar ASV Mark II e fari Leigh per cercare gli U-Boot anche di notte.
Questi Liberator avevano un raggio d'azione sufficiente a coprire il Mid-Atlantic gap ed erano quindi in grado di scortare i convogli ed eseguire pattugliamenti antisommergibile.
In seguito altri squadroni della RAF di base nel Regno Unito e in Islanda e alcuni della RCAF di base in Canada vennero equipaggiati con Liberator.
Le missioni antisommergibile erano pericolose per gli aerei, soprattutto dopo che gli U-Boot vennero armati con mitragliatrici contraeree e cambiarono tattica passando a navigare in superficie per essere pronti a sparare.
L'entrata in servizio in massa dei Liberator negli squadroni antisommergibile delle diverse nazioni alleate portò alla supremazia alleata nell'Atlantico a partire dal maggio del 1943.
Complessivamente i Liberator delle diverse nazioni alleate contribuirono alla distruzione di 72 U-Boot.
I Liberator vennero impiegati dai seguenti reparti di volo della RAF:
- 53rd, 59th, 120th, 206th, 224th e 233rd squadron del Coastal Command
- 223rd squadron del Bomber Command dal 1944 al 1945
- 8th squadron del Coastal Command di base in India dopo la guerra
- 102nd squadron del Transport command di base nello Sri Lanka dopo la guerra
- 200th squadron del Coastal Command di base in Gambia dopo la guerra

Dopo la fine della guerra molti Liberator vennero impiegati come aerei da trasporto in tutto il mondo, alcuni Liberator vennero impiegati dalla Qantas Empire Airways sulla rotta tra Colombo in Sri Lanka e Perth in Australia, all'epoca la più lunga rotta senza scalo, finché vennero sostituiti dagli Avro Lancastrian, aerei commerciali derivati dal bombardiere Avro Lancaster.
 Romania
L'aviazione romena impiegò come aereo da trasporto il B-24 "Brewery Wagon", abbattuto durante l'attacco a Ploiești del 1º agosto 1943 e poi riparato.
 Stati Uniti

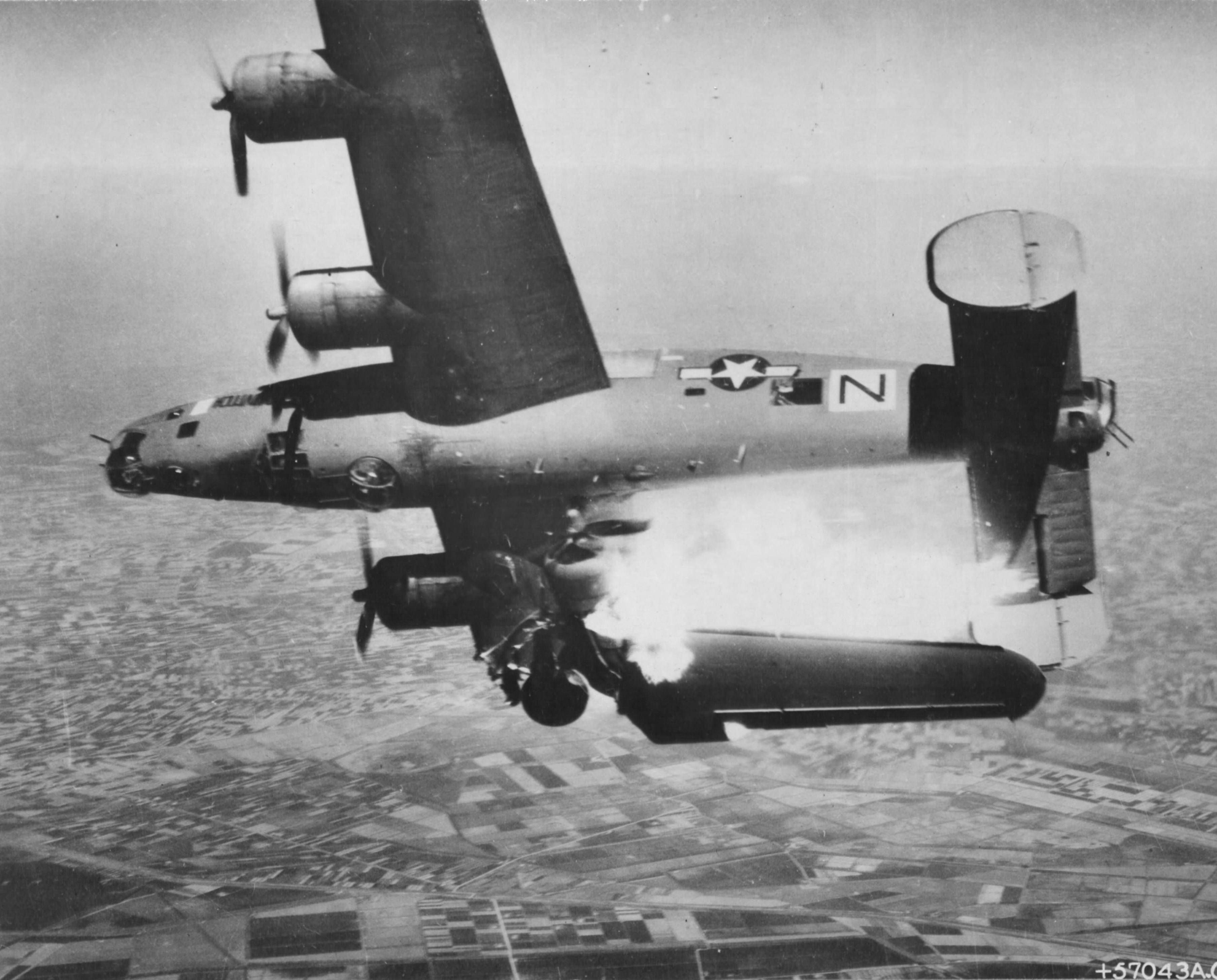
B-24 colpito dalla contraerea

L'USAAF ricevette i primi otto B-24A nell'estate del 1941 e li impiegò inizialmente come aerei da trasporto.
Due B-24A vennero modificati per missioni di ricognizione a lungo raggio sulle basi giapponesi delle isole del Pacifico; queste missioni vennero cancellate a causa dell'attacco a Pearl Harbor, in cui venne distrutto anche uno di questi due aerei. [1]
I primi quindici LB-30 vennero assegnati al 19th Bomber Group a Giava nel gennaio del 1942, poi altri diciassette al 6th BG a Panama e tre al Composite Group in Alaska per missioni antinave. [1]
Alcuni LB-30 vennero poi convertiti in aerei da trasporto disarmati con muso e coda interamente metallici e portellone di carico sul lato sinistro della fusoliera. [1]
il 22 maggio del 1942 un gruppo di 23 Liberator, al comando del colonnello Harry Halverston, raggiunse l'Egitto con un volo di 4000 miglia con scalo nel Sudan. Il reparto, denominato "Halverston Detachment" dal nome del suo comandante, era originariamente destinato a raggiungere la Cina per effettuare incursioni sul territorio metropolitano giapponese. L'offensiva dei giapponesi nella regione del Chekiang portò ad un cambio di programma, e i B-24 del "progetto Halverston" furono i primi bombardieri pesanti dell'USAAF ad essere schierati nel teatro del Mediterraneo.
Il 6 giugno 1942 quattro B-24 partirono da Midway per bombardare l'atollo di Wake occupato dai giapponesi, ma non trovarono l'obiettivo.
Il 12 giugno 1942 tredici B-24 partiti dall'Egitto bombardarono le raffinerie e i depositi di carburante di Ploiesti in Romania.
il 15 giugno 1942 sette B-24 assieme ad altri due del 160th Squadron della RAF attaccarono la flotta italiana nel Mediterraneo centro orientale, durante la Battaglia di mezzo giugno, colpendo la corazzata italiana Littorio (nave da battaglia) senza arrecare danni apprezzabili.
Il primo B-24 venne abbattuto sull'Europa il 26 febbraio 1943, era il 41-23777 "Maisey" del 44th Bomb Group in missione di bombardamento su Brema, abbattuto dal Messerschmitt Bf-109 pilotato dal tenente Heinz Knoke (che terminò la guerra con trentuno vittorie) appartenente al JG1.
Solo due degli undici uomini a bordo si salvarono, tra le vittime anche il giornalista Robert B. Post del New York Times a bordo come corrispondente di guerra.
Durante gli anni di guerra successivi i B-24 vennero impiegati in tutti i teatri operativi dall'Europa al sud-est asiatico, compresi l'Atlantico e il Pacifico, dove venne spesso preferito al Flying Fortress per il maggiore raggio d'azione e le minori esigenze di supporto logistico.
Il Liberator venne ampiamente utilizzato per missioni di bombardamento strategico sull'Europa dall'8th Air Force dell'USAAF partendo da basi nel Regno Unito, dalla 9th Air Force di base in Africa e poi anche dalla 15th Air Force di base in Italia, che aveva tredici gruppi su diciotto equipaggiati con B-24. Complessivamente migliaia di Liberator dell'USAAF sganciarono decine di migliaia di tonnellate di bombe su obiettivi militari ed industriali.
Il 1º agosto 1943 178 B-24 vennero impiegati per il secondo attacco alle raffinerie e i depositi di carburante di Ploiesti in Romania denominato Operazione Tidal Wave.
L'USAAF arrivò ad avere in servizio 6.043 B-24 nel settembre del 1944.
I Liberator dell'US Navy parteciparono alla battaglia dell'Atlantico, inoltre l'US Navy impiegò un gran numero di B-24s e 977 PB4Y-1 per scortare i convogli ed eseguire pattugliamenti antinave ed antisommergibile nel Pacifico.
Dopo la fine della guerra molti B-24 vennero impiegati come aerei da trasporto in tutto il mondo, in Estremo Oriente vennero ampiamente impiegati per trasportare i rifornimenti necessari per la ricostruzione di Cina, Giappone e Filippine.
 Sudafrica
 Turchia
 Unione Sovietica
Solo un B-24 venne ufficialmente consegnato all'Urss in base alla legge Affitti & Prestiti. Si trattava di un aereo smarritosi sullo Yakutsk mentre svolgeva una missione governativa in Unione Sovietica, nel novembre 1942. Ma ben 73 Liberator di vari modelli che avevano compiuto atterraggi di emergenza sugli aeroporti europei, vennero recuperati dai sovietici. Trenta di questi aerei vennero riparati e messi in condizioni di volare e assegnati al 45º BAD.

### I B-24 in India
Con la fine della seconda guerra mondiale i Liberator che avevano operato sul Teatro indiano e indocinese furono concentrati a Chakeri, nell'Uttar Pradesh (India settentrionale), dove si trovava una base del Comando dell'Asia Sud Orientale). Nell'ottobre del 1945 il governo statunitense, a cui erano stati restituiti i B-24 ceduti alla Gran Bretagna con la legge affitti e prestiti, ne ordinò la demolizione. Gli aerei presenti sul campo erano 230 e dovevano essere demoliti asportando armamento, strumenti di bordo, distruzione dei quadri di controllo e dei motori, ed infine foratura delle fusoliere e distruzione delle gambe dei carrelli utilizzando bulldozer, tuttavia questa drastica operazione di distruzione non fu portata a termine su tutti gli aerei.
Nel 1947, avendo ottenuto l'indipendenza, l'India si trovò nella necessità di fronteggiare il Pakistan, con l'Indian Air Force (IAF) che, per il bombardamento, aveva solo dei C-47 Dakota adattati all'uso. Avendo una necessità urgente di fornirsi di bombardieri moderni la IAF stabilì una collaborazione con la Hindustan Aircraft Limited (società che aveva gestito la manutenzione degli aerei anglo-americani nel corso della guerra) per recuperare gli aerei ancora recuperabili a Chakuri. Considerando che gli stabilimenti della HAL erano a Bangalore e che gli aerei non erano trasferibili per via terrestre, fu necessario stabilire a Chakeri un centro di riparazioni di primo livello che permettesse di risistemare gli aerei almeno per essere trasferiti in volo per i 1500 km che erano necessari per giungere a Bangalore. Questa attività praticamente richiese di "cannibalizzare" un numero imprecisato di carcasse di aerei per recuperare i pezzi mancanti necessari alla ricostruzione di un nuovo Liberator. I primi Liberator furono disponibili a metà del 1948 e, quando fu completato il programma di ricostruzioni nel 1952, erano stati ricostruiti 42 aerei. Una volta trasferiti a Bangalore gli aerei furono totalmente ricondizionati e portati agli standard operativi dei B-24 L o J.
Il 2 novembre 1948 i primi sei B-24 furono consegnati allo Squadron 5 della IAF sull'aeroporto di Poona. Dopo questa unità ebbero i B-24 lo Squadron 6 (Flying Dragoons) e lo Squadron 16, mentre il Flight 102 (che aveva compiti di aerofotogrammetria) ricevette due C-87, versione da trasporto del B-24.
I B-24, dato che la Guerra fra India e Pakistan era stata bloccata da una risoluzione dell'ONU, rimasero in servizio solo come deterrente e non furono mai impiegati come bombardieri in azioni belliche. Invece fu utilizzato un C-87 del Flight 102 nell'estate del 1953 per fotografare la spedizione di Hillary che aveva raggiunto la vetta dell'Everest, dimostrando così il successo della scalata.
I Liberator furono lasciati dallo Squadron 5 nel 1957 e lo Squadron 6 fu trasferito al ruolo di ricognizione marittima, quindi i suoi aerei furono modificati imbarcando un radar aria-superficie ASV 15 nello spazio lasciato libero dalla torretta ventrale rimossa. In questo ruolo i B-24 parteciparono alle operazioni contro Goa (1961) e alla seconda guerra col Pakistan (1965). Gli ultimi B-24 furono dismessi dalla IAF il 31 dicembre 1968, venti anni dopo essere entrati in servizio.
Degli aerei sopravvissuti ne sono stati donati 6 a vari musei aeronautici, precisamente:
| US Budget Number | IAF Serial | Destinazione (ott. 2012)                  | Nazione     |
| 44-44213         | HE 924     | Air Force Museum (Palam, New Delhi)       | India       |
| 44-50206         | HE 807     | RAF Museum (Hendon, London)               | Regno Unito |
| 44-44175         | HE 877     | Prima Air Museum (Tucson, Arizona)        | Stati Uniti |
| 44-44272         | HE 771     | Fantasy of Flight (Polk, Florida)         | Stati Uniti |
| 44-44052         | HE 718     | Collings Foundation (Stow, Massachusetts) | Stati Uniti |
| 44-50154         | HE 773     | National Aviation Museum (Ottawa)         | Canada      |

Il Liberator della Collingwood Foundation, acquistato agli inizi degli anni 80, ha avuto tre livree "storiche", la prima quella dell'aereo All American (14th Air Force), successivamente quella di Dragoonand its Tail (Unità operante nel Pacifico) ed infine Witchcraft (790th Bomber Squadron, 467th Bomber Group, 8th Air Force).
L'aereo del Museo di Hendon ha la livrea del South East Asia Command, grigio e argento e porta la matricola originale che aveva nel servizio della RAF (KN 751), fu donato dalle autorità indiane alla Gran Bretagna nel 1974.
L'aereo del Museo di Ottawa fu ottenuto tramite lo scambio di un Lysander con il Museo della IAF di Delhi e fu trasferito in Canada totalmente in volo (Delhi, Bahrein, Nicosia, Atene, Decimomannu, Lahr, Prestwick, Keflavik, Trenton) nel 1968. Pur avendo cambiato talvolta la livrea ha sempre conservato sul muso il Drago Volante dello Squadron 6 della IAF.

## Livree

### Regno Unito

#### RAF

B 24 della RAF.

I Liberator avevano la livrea standard della RAF con superfici superiori e laterali a chiazze di verde scuro FS34079 e marrone FS30118 e superfici inferiori verde chiaro FS34424.
I bombardieri notturni avevano una livrea simile ma con le superfici inferiori nero opaco FS37038.
Gli aerei operativi nel Mediterraneo avevano una livrea desertica con superfici superiori e laterali a chiazze di marrone FS30118 e sabbia FS30266 e superfici inferiori azzurro FS35231.

### Stati Uniti

#### USAAF
Inizialmente i Liberator erano interamente verde oliva scuro FS34087 sulle superfici superiori e laterali e grigio scuro FS36173 sulle superfici inferiori con separazione dei colori molto bassa e sfumata.
Dall'ottobre del 1943 gli aerei vennero consegnati non verniciati a parte il pannello antiriflesso sopra al muso di fronte alla cabina e le cappottature dei motori ai lati interni che erano verde oliva scuro FS34087 per evitare che i riflessi del sole sulle superfici metalliche potessero abbagliare l'equipaggio, arrivati al reparto venivano eventualmente mimetizzati a discrezione del comandante.
Alcuni Liberator operativi nel Mediterraneo avevano una mimetica con sabbia FS30279 sulle superfici superiori e laterali e grigio scuro FS36173 o blu scuro FS25102 sulle superfici inferiori.
I B-24 antisommergibile erano grigio scuro FS36173 sulle superfici superiori e bianco FS17875 sulle superfici inferiori e laterali.
A partire dal giugno del 1943 si passò ad una livrea con verde oliva scuro FS34087 sulle superfici superiori, grigio scuro FS36173 sulle superfici laterali e bianco FS17875 sulle superfici inferiori. In seguito il grigio scuro FS36173 venne sostituito con il FS36118.

#### US Navy
Per gli aerei da pattugliamento marittimo di base a terra la livrea dal 30 dicembre 1940 era blu opaco FS 35189 sulle superfici superiori e grigio chiaro opaco FS 36440 sulle superfici inferiori.
Il 1º febbraio 1943 venne adottata una nuova livrea più complessa con:
blu mare opaco FS35042 sulla parte superiore della fusoliera, i raccordi tra ala e fusoliera ed i bordi d'attacco alari e dei timoni per il 5% della superficie;
blu mare semilucido FS25042 sulle parti superiori di ali e timoni per il 95% della superficie;
blu medio opaco FS35164 sulle superfici laterali della fusoliera e della deriva;
bianco opaco FS37875 sulle superfici inferiori.
Questa livrea, adottata da quasi tutti gli aerei dell'US Navy in tempi leggermente diversi è comunemente detta "a tre toni di blu".
Il 30 dicembre 1944 venne adottata una livrea interamente blu mare lucido FS15042.
Gli aerei impiegati per pattugliamento antisommergibile nell'Atlantico avevano una livrea blu mare opaco FS35042 sulle superfici superiori e bianco opaco FS37875 sulle superfici inferiori.
Dal maggio del 1944 alcuni B-24 di base nel Regno Unito avevano una livrea con grigio chiaro opaco FS 36440 sulle superfici superiori e bianco opaco FS37875 sulle superfici laterali e inferiori.
Alcuni erano grigio scuro opaco FS 36231 sulle superfici superiori, grigio chiaro opaco FS 36440 sulle superfici laterali e bianco lucido FS17875 sulle superfici inferiori.
Occorre ricordare che spesso gli aerei non vengono ridipinti subito dopo l'emissione di una direttiva ma quando necessario o comodo per attività di revisione o modifiche che causavano già il fermo dell'aereo per tempi lunghi.